# Artabotrys
Artabotrys is een geslacht uit de familie Annonaceae. De soorten uit het geslacht komen voor in (sub)tropische delen van de Oude Wereld.

## Soorten
- Artabotrys aereus Ast
- Artabotrys angustipetalus Photikwan & Chaowasku
- Artabotrys antunesii Engl. & Diels
- Artabotrys arachnoides J.Sinclair
- Artabotrys atractocarpus I.M.Turner
- Artabotrys aurantiacus Engl. & Diels
- Artabotrys blumei Hook.f. & Thomson
- Artabotrys brachypetalus Benth.
- Artabotrys brevipes Craib
- Artabotrys burmanicus A.DC.
- Artabotrys byrsophyllus I.M.Turner & Utteridge
- Artabotrys cagayanensis Merr.
- Artabotrys camptopetalus Diels
- Artabotrys carnosipetalus Jessup
- Artabotrys caudatus Wall. ex Hook.f. & Thomson
- Artabotrys chitkokoi K.Z.Hein, Naive & J.Chen
- Artabotrys coccineus Keay
- Artabotrys collinus Hutch.
- Artabotrys congolensis De Wild. & T.Durand
- Artabotrys costatus King
- Artabotrys crassifolius Hook.f. & Thomson
- Artabotrys crassipetalus Pellegr.
- Artabotrys cumingianus S.Vidal
- Artabotrys dahomensis Engl. & Diels
- Artabotrys darainensis Deroin & L.Gaut.
- Artabotrys dielsianus Le Thomas
- Artabotrys fragrans Jovet-Ast
- Artabotrys gossweileri Baker f.
- Artabotrys gracilis King
- Artabotrys grandifolius King
- Artabotrys hainanensis R.E.Fr.
- Artabotrys harmandii Finet & Gagnep.
- Artabotrys hexapetalus (L.f.) Bhandari
- Artabotrys hienianus Bân
- Artabotrys hildebrandtii O.Hoffm.
- Artabotrys hirtipes Ridl.
- Artabotrys hispidus Sprague & Hutch.
- Artabotrys inodorus Zipp.
- Artabotrys insignis Engl. & Diels
- Artabotrys insurae Junhao Chen & Eiadthong
- Artabotrys jacques-felicis Pellegr.
- Artabotrys javanicus I.M.Turner
- Artabotrys jollyanus Pierre
- Artabotrys kinabaluensis I.M.Turner
- Artabotrys kurzii Hook.f. & Thomson
- Artabotrys lanuginosus Boerl.
- Artabotrys lastoursvillensis Pellegr.
- Artabotrys letestui Pellegr.
- Artabotrys libericus Diels
- Artabotrys likimensis De Wild.
- Artabotrys longipetalus Junhao Chen & Eiadthong
- Artabotrys longistigmatus Nurainas
- Artabotrys lowianus King
- Artabotrys luteus Elmer
- Artabotrys luxurians Ghesq. ex Cavaco & Keraudr.
- Artabotrys macrophyllus Hook.f.
- Artabotrys macropodus I.M.Turner
- Artabotrys madagascariensis Miq.
- Artabotrys maingayi Hook.f. & Thomson
- Artabotrys manoranjanii M.V.Ramana, J.Swamy & K.C.Mohan
- Artabotrys modestus Diels
- Artabotrys monteiroae Oliv.
- Artabotrys multiflorus C.E.C.Fisch.
- Artabotrys nicobarianus D.Das
- Artabotrys oblanceolatus Craib
- Artabotrys oblongus King
- Artabotrys ochropetalus I.M.Turner
- Artabotrys oliganthus Engl. & Diels
- Artabotrys oxycarpus King
- Artabotrys pachypetalus B.Xue & Junhao Chen
- Artabotrys pallens Ast
- Artabotrys palustris Louis ex Boutique
- Artabotrys pandanicarpus I.M.Turner
- Artabotrys parkinsonii Chatterjee
- Artabotrys petelotii Merr.
- Artabotrys phuongianus Bân
- Artabotrys pierreanus Engl. & Diels
- Artabotrys pilosus Merr. & Chun
- Artabotrys pleurocarpus Maingay ex Hook.f. & Thomson
- Artabotrys polygynus Miq.
- Artabotrys porphyrifolius Nurainas
- Artabotrys punctulatus C.Y.Wu
- Artabotrys rhynchocarpus C.Y.Wu
- Artabotrys roseus Boerl.
- Artabotrys rufus De Wild.
- Artabotrys rupestris Diels
- Artabotrys sahyadricus Robi, K.M.P.Kumar & Hareesh
- Artabotrys sarawakensis I.M.Turner
- Artabotrys scortechinii King
- Artabotrys scytophyllus (Diels) Cavaco & Keraudren
- Artabotrys siamensis Miq.
- Artabotrys spathulatus Jun H.Chen, Chalermglin & R.M.K.Saunders
- Artabotrys speciosus Kurz ex Hook.f. & Thomson
- Artabotrys spinosus Craib
- Artabotrys stenopetalus Engl. & Diels
- Artabotrys suaveolens (Blume) Blume
- Artabotrys sumatranus Miq.
- Artabotrys tanaosriensis Jun H.Chen, Chalermglin & R.M.K.Saunders
- Artabotrys taynguyenensis Bân
- Artabotrys tetramerus Bân
- Artabotrys thomsonii Oliv.
- Artabotrys tipulifer I.M.Turner & Utteridge
- Artabotrys tomentosus Nurainas
- Artabotrys uniflorus (Griff.) Craib
- Artabotrys vanprukii Craib
- Artabotrys veldkampii I.M.Turner
- Artabotrys velutinus Scott Elliot
- Artabotrys venustus King
- Artabotrys vidalianus Elmer
- Artabotrys vietnamensis Bân
- Artabotrys vinhensis Ast
- Artabotrys wrayi King
- Artabotrys zeylanicus Hook.f. & Thomson